# Кукурузный лабиринт

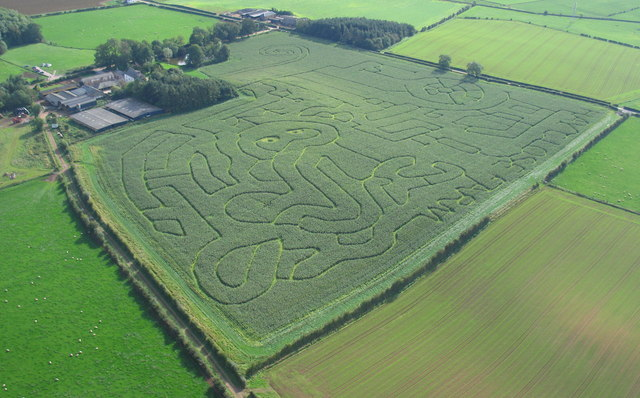
Кукурузный лабиринт в Великобритании

Кукурузный лабиринт (англ. corn maze) ― это лабиринт, дорожки которого находятся между рядами кукурузы.
Первый кукурузный лабиринт был создан в тауншипе Эннвилл в Пенсильвании. Вскоре такие лабиринты распространились по всей Северной Америке и стали частью агротуризма.
Крупнейший в мире кукурузный лабиринт находится в Диксоне, в штате Калифорния. Его площадь составляет 45 акров (около 18 га). Этот лабиринт был занесён в Книгу рекордов Гиннесса в сентябре 2007 года, когда его площадь составляла только 40 акров (около 16 га).